# 仙峰苗族乡
仙峰苗族乡，是中华人民共和国四川省宜宾市兴文县下辖的一个乡镇级行政单位。

## 行政区划
仙峰苗族乡下辖以下地区：
云中社区、仙峰村、高山好村、满山红村、大团结村、太阳光村、东方亮村、合庆村、居平村、兴隆村、大元社区村、群鱼村和新界村。